# Eupelops reticulatus
Eupelops reticulatus är en kvalsterart som först beskrevs av Rainer Willmann 1939.  Eupelops reticulatus ingår i släktet Eupelops och familjen Phenopelopidae. Inga underarter finns listade i Catalogue of Life.